# 眭固
眭固（？—199年），字白兔，薊州人，東漢末期人物。原為黑山賊，與、白繞齊名，與袁術合謀共攻東郡，反為曹操所敗，後成為張楊部下。
建安三年（198年），曹操攻擊呂布時張楊欲迎救，張楊部下楊醜殺張楊，欲帶領張楊部下投奔曹操，但未成事而被眭固所殺。眭固帶領張楊部下屯軍射犬（河南省武陟縣西北），欲投奔袁紹。
當時有巫師勸告眭固：「將軍您字白兔，而這城邑名叫犬，兔子見到犬一定會被他的威勢驚嚇，現在最好快點離開這裡。」眭固不聽。
曹操因為見形勢不利，為免夜長夢多，派遣史渙、曹仁、樂進、于禁、徐晃急攻眭固。眭固自領親兵出奔袁紹，於犬城被史渙等截擊被斬，曹操再圍射犬，眾人皆降。曹操因此吞併河內，袁紹有感地位被威脅，引發官渡之戰。

## 延伸阅读
[在维基数据编辑]
 《三國志·卷08》，出自陳壽《三國志》